# Kevin Esteve Rigail
Pour les articles homonymes, voir Esteve et Rigail.
Kevin Esteve Rigaill est un skieur alpin andorran, né le 27 décembre 1989 aux Escaldes-Engordany.

## Carrière
Originaire de la Principauté d'Andorre il commence sa carrière professionnelle en 2005. Il se fait remarquer chez les jeunes en prenant plusieurs places dans des top 10 en slalom géant.  Il a participé aux Jeux olympiques de Vancouver en 2010. Peu après il se classe 4e des championnats de France de ski alpin citadin et signe une place de référence (11e) aux Championnats de France de Super-G .
En 2011, après seulement quelques épreuves de Coupe du monde sans résultats, il signe le meilleur résultat d'un andorran au niveau mondial en signant une 9e place de la descente du combiné avant de finir 21e après le slalom. Il devient le meilleur skieur andorran en vitesse. Il est coaché par un entraineur français comme son copain Roger Vidosa.
En 2013, il termine 14e aux mondiaux de Schladming en super combiné ce qui lui permet de finir l'année avec 5,75 points et la 24e place mondiale

## Résultats

### Jeux olympiques
| Jeux olympiques | Vancouver 2010 | Sotchi 2014 |
| --------------- | -------------- | ----------- |
| Descente        | 47e            | 32e         |
| Super G         | 39e            | -           |
| Slalom géant    | -              | -           |
| Slalom          | -              | -           |
| Super combiné   | DSQ            | -           |

### Championnats du monde
| Championnat du monde | Garmisch-Partenkirchen 2011 | Schladming 2013 |
| -------------------- | --------------------------- | --------------- |
| Descente             | 34e                         | 30e             |
| Super G              | Abandon                     | 45e             |
| Slalom géant         | 71e                         | Abandon         |
| Slalom               | -                           | -               |
| Super combiné        | 21e                         | 14e             |

### Championnats d'Andorre
- Champion du slalom géant et du super combiné en 2012.